# Christina Chong
Christina Chong (Londres, década de 1980) é uma atriz britânica. Ela apareceu em diversos papéis na televisão, como em Halo, Black Mirror, Doctor Who e 24: Live Another Day. Recentemente é mais conhecida pelo seu papel na série Star Trek: Strange New  Worlds.

## Biografia
Chong é filha de mãe inglesa e pai chinês. Ela foi criada na cidade de Broxbourne, no condado de Hertfordshire, junto aos irmãos. Após o divórcio dos pais, a família se mudou para Longridge, em Lancashire, a cidade natal da sua mãe. 
Ela começou dançar aos quatro anos de idade, e frequentou a Escola de Dança de Sutcliffe, em Longridge. Aos 14 anos, entrou para a escola de música, Italia Conti Academy of Theatre Arts. Depois de se formar, Chong atuou no musical Aida de Elton John, em Berlim. Contudo, após machucar o tendão, ela decidiu focar em atuação, e foi estudar em Lee Strasberg Theatre and Film Institute, em Nova Iorque, por um ano e meio. 
Quando retornou à Londres, teve dificuldades em encontrar trabalho, conseguindo apenas papéis pequenos e comerciais. Para se sustentar, deu aulas de atuação para crianças em Primrose Hill, além de ser dona de metade do restaurante chinês do seu pai, Charlie's, em Harpenden. 

## Filmografia

### Cinema
| Ano  | Título                                     | Papel        | Notas           |
| ---- | ------------------------------------------ | ------------ | --------------- |
| 2008 | Chemical Wedding                           | Mei-Ling     |                 |
| 2008 | Freakdog                                   | Yoshimi      |                 |
| 2010 | Legacy                                     | Jane         |                 |
| 2011 | W.E.                                       | Tenten       |                 |
| 2011 | Johnny English Reborn                      | Barbara      |                 |
| 2015 | Christmas Eve                              | Karen        |                 |
| 2015 | Star Wars: Episode VII — The Force Awakens |              | Cenas deletadas |
| 2017 | Tremor Cordis                              | Lucy         | Curta-metragem  |
| 2017 | Charing X                                  | Sarah        | Curta-metragem  |
| 2020 | Transference: A Love Story                 | Natasha Wong |                 |
| 2021 | Tom & Jerry                                | Lola         |                 |
| 2021 | Swipe Right                                | Clare        | Curta-metragem  |
| 2021 | Bobby Jaws                                 | Bella        | Curta-metragem  |

### Televisão
| Ano           | Título                        | Papel               | Notas                                                  |
| ------------- | ----------------------------- | ------------------- | ------------------------------------------------------ |
| 2003          | Night & Day                   | Cadete 232          | Episódos: "An Open Marriage", "The Monster's Haunting" |
| 2011          | Doctor Who                    | Lorna Bucket        | Episódio: "A Good Man Goes to War"                     |
| 2011-2012     | Monroe                        | Sarah Whitney       | 12 episódios                                           |
| 2012          | Whitechapel                   | Lizzie Pepper       | 2 episódios                                            |
| 2012          | Case Sensitive                | DC Amber Williams   | 2 episódios                                            |
| 2013          | Black Mirror                  | Tamsin              | Episódio: "The Waldo Moment"                           |
| 2013          | The Wrong Mans                | May Wu              | Episódios: "Bad Mans", "Dead Mans" e "Inside Mans"     |
| 2014-2021     | Line of Duty                  | Nicky Rogerson      | 6 episódios                                            |
| 2014          | 24: Live Another Day          | Mariana             | 5 episódios                                            |
| 2014          | Halo: Nightfall               | Macer               | 5 episódios                                            |
| 2015          | Of Kings and Prophets         | Rizpah              | 9 episódios                                            |
| 2017          | Ill Behaviour                 | Kira                | 3 episódios                                            |
| 2018          | Bulletproof                   | Nell Mcbride        | 6 episódios                                            |
| 2019-2020     | Heirs of the Night            | Calvina             | 21 episódios                                           |
| 2021          | Grace                         | Sophie Bryce        | Episódio: "Looking Good Dead"                          |
| 2022-presente | Star Trek: Strange New Worlds | La'an Noonien-Singh | Personagem principal                                   |